# Kanton Gueugnon
Gueugnon is een kanton van het Franse departement Saône-et-Loire. Het kanton maakt deel uit van de arrondissementen Charolles en Autun (7).

## Gemeenten
Het kanton Gueugnon omvatte tot 2014 de volgende 9 gemeenten:
- La Chapelle-au-Mans
- Chassy
- Clessy
- Curdin
- Gueugnon (hoofdplaats)
- Neuvy-Grandchamp
- Rigny-sur-Arroux
- Uxeau
- Vendenesse-sur-Arroux

Na de herindeling van de kantons bij decreet van 18 februari 2014, met uitwerking op 22 maart 2015 werd het kanton uitgebreid met volgende 11 gemeenten:
- Cressy-sur-Somme
- Cuzy
- Dompierre-sous-Sanvignes
- Grury
- Issy-l'Évêque
- Marly-sous-Issy
- Marly-sur-Arroux
- Montmort
- Saint-Romain-sous-Versigny
- Sainte-Radegonde
- Toulon-sur-Arroux